# 岡部正
岡部 正（、1923年〈大正12年〉5月11日 - 没年不詳）は、日本の俳優である。 同姓同名で医学博士の岡部正とは別人である。

## 来歴・人物
1923年（大正12年）5月11日、埼玉県入間郡飯能町（現・飯能市）に生まれる。日本大学芸術科を卒業。
小学校教諭を経て東宝の専属俳優となり、戦後の早い時期から1970年代前半にかけて、ジャンルを問わず多くの作品に出演した。主に端役、時には脇役として活躍。
東宝特撮映画も多く出演し、学者や医師、またはそれらの助手など白衣の役が多い。また、クレージー映画の出演も多数ある。
1960年代にはテレビドラマにも出演。ウルトラシリーズでは、1966年（昭和41年）に放送された『ウルトラQ』の一の谷博士（江川宇礼雄）の助手・本多や、翌1967年（昭和42年）に放送された『ウルトラセブン』の医師・キタムラ博士を演じた。ただし、それぞれ準レギュラー出演である。
1971年（昭和46年）の東宝専属俳優一斉解雇後も活動を続けたが、1973年（昭和48年）に公開された小谷承靖監督映画『夕日くん サラリーマン仁義』以降の出演記録が見当たらない。以後の消息は不明。

## 出演作品

### 映画
- 俺もお前も（1946年）：菊池
- 青い山脈（1949年）：高校生
- 女三四郎（1950年）
- ラッキーさん（1952年）：伊賀
- ひまわり娘（1953年）
- 花の中の娘たち（1953年）：テニスの青年
- 太平洋の鷲（1953年）：搭乗士官2[9]
- 女心はひと筋に（1953年）
- さらばラバウル（1954年）
- 坊っちゃん社員（1954年）
  - 続 坊っちゃん社員（1954年）
- 御ひいき六花撰 素ッ飛び男（1954年）
- ゴジラシリーズ
  - ゴジラ（1954年）：田辺博士の助手[1][3]
  - ゴジラの逆襲（1955年）：防衛隊員[10][3]
  - モスラ対ゴジラ（1964年）：自衛隊員[11]
  - 怪獣大戦争（1965年）：宇宙局局員[12][3]
  - ゴジラ・エビラ・モスラ 南海の大決闘（1966年）：白衣の男2[9]
  - 怪獣総進撃（1968年） - アナウンサー[1][注釈 1]
  - ゴジラ対ヘドラ（1971年）：科学者[4][3]
- 続 天下泰平（1955年）
- 不滅の熱球（1955年）：平山
- 33号車応答なし（1955年）
- 獣人雪男（1955年）：武野[9]
- 青い果実（1955年）：木下
- 愛情の決算（1956年）：社員
- ならず者（1956年）
- 囚人船（1956年）：看守
- 天上大風（1956年）
- 婚約指輪（1956年）
- 空の大怪獣 ラドン（1956年）：新聞記者B[9]
- 嵐の中の男（1957年）
- 眠狂四郎無頼控 第二話 円月殺法（1957年）
- 続・サザエさん（1957年）
- 象（1957年）：新聞記者鶴見
- 三十六人の乗客（1957年）：百武刑事
- 忘却の花びら 完結篇（1957年）：医者
- 東北の神武たち（1957年）：貞ズンム
- 善太と三平物語 風の中の子供（1957年）
- 続々大番 怒濤篇（1957年）：陸軍主計中尉
- 柳生武芸帳 双竜秘剣（1958年）
- 俺にまかせろ（1958年）：立石主任
- 奴が殺人者だ（1958年）
- ドジを踏むな（1958年）：月田警部
- 密告者は誰か（1958年）
- 若旦那は三代目（1958年）
- すずかけの散歩道（1959年）
- 手錠をかけろ（1959年）
- 或る剣豪の生涯（1959年）
- 野獣死すべし（1959年）
- 日本誕生（1959年）：大和国の民[14]
- 宇宙大戦争（1959年）：副官[9]
- 非情都市（1960年）
- サラリーマン出世太閤記・完結篇 花婿部長No.1（1960年）
- 電送人間（1960年）：警官（検問）[9]
- ハワイ・ミッドウェイ大海空戦 太平洋の嵐（1960年）
- 大空の野郎ども（1960年）：杉田
- 大坂城物語（1961年）
- 情無用の罠（1961年）：刑事
- 香港の夜（1961年）：田中吾郎
- モスラ（1961年）：はやかぜ医師[9][注釈 2]
- 守屋浩の三度笠シリーズ 有難や三度笠（1961年）：米屋の親父
- 真紅の男（1961年）：医師
- 黒い画集 寒流（1961年）
- 暗黒街撃滅命令（1961年）：須田刑事
- 椿三十郎（1962年）：侍
- 妖星ゴラス（1962年）：計算員[9]
- 愛のうず潮（1962年）
- 続・社長洋行記（1962年）
- 重役候補生No.1（1962年）
- 忠臣蔵 花の巻・雪の巻（1962年）
- クレージー映画
  - ニッポン無責任野郎（1962年）：近藤
  - ホラ吹き太閤記（1964年）：織田家の武将[注釈 3]
- 太平洋の翼（1963年）
- あの娘に幸福を（1963年）
- 国際秘密警察シリーズ
  - 国際秘密警察 指令第8号（1963年）：警部A
  - 国際秘密警察 火薬の樽（1964年）
- のら犬作戦（1963年）
- ひばり・チエミ・いづみ 三人よれば（1964年）：評論家
- 日本一シリーズ
  - 日本一のホラ吹き男（1964年）：技術部長
  - 日本一の男の中の男（1967年）：松越デパート仕入課長
- 宇宙大怪獣ドゴラ（1964年）：ダイヤ強盗団の手下[16]
- 肉体の学校（1965年）：若い父
- 陽のあたる椅子（1965年）
- 太平洋奇跡の作戦 キスカ（1965年）：一水戦参謀二[9]
- フランケンシュタイン対地底怪獣（1965年）：記者B[9]
- 香港の白い薔薇（1965年）
- クレージー作戦シリーズ
  - 大冒険（1965年）：特捜本部捜査官[要出典]
  - クレージーだよ奇想天外（1966年）：政府委員
  - クレージー大作戦（1966年）：ホテルの案内係
  - クレージーだよ天下無敵（1967年）：石田技術部長
- フランケンシュタインの怪獣 サンダ対ガイラ（1966年）：記者1[9]
- 若大将シリーズ
  - アルプスの若大将（1966年）：中継アナウンサー[13][注釈 1]
  - フレッシュマン若大将（1969年）：谷川
  - ニュージーランドの若大将（1969年）：横井
- 続・何処へ（1967年）：秘書A
- 佐々木小次郎（1967年）
- 東宝8.15シリーズ
  - 連合艦隊司令長官 山本五十六（1968年）：富岡第一課長[9]
  - 激動の昭和史 軍閥（1970年）
- 兄貴の恋人（1968年）
- 新選組（1969年）
- 悪魔が呼んでいる（1970年）：文芸社 重役二
- 父ちゃんのポーが聞える（1971年）：こまどり学園の医局員
- 夕日くん サラリーマン仁義（1973年）

### テレビドラマ
- 木曜観劇会（フジテレビ）
  - 顔（1959年8月27日放送）
- ウルトラシリーズ（TBS）
  - ウルトラQ：本多助手[8]
    - 第3話「宇宙からの贈り物」（1966年1月16日放送）
    - 第25話「悪魔ッ子」（1966年6月19日放送）[注釈 3]
    - 第27話「206便消滅す」（1966年7月3日放送）
    - 第28話「あけてくれ!」（1967年12月14日放送）

  - ウルトラセブン（TBS）：キタムラ博士[17][5]
    - 第22話「人間牧場」（1968年3月3日放送）
    - 第27話「サイボーグ作戦」（1968年4月7日放送）
    - 第33話「侵略する死者たち」（1968年放送）
    - 第48話「史上最大の侵略（前編）」（1968年9月1日放送）
    - 第49話「史上最大の侵略（後編）」（1968年9月8日放送）

  - 帰ってきたウルトラマン 第1話「怪獣総進撃」（1971年4月2日放送）：医師
- 怪奇大作戦 第11話「ジャガーの眼は赤い」（1968年11月24日放送、TBS） - 刑事[注釈 4]